# Erased Tapes Records
La Erased Tapes Records è un'etichetta discografica indipendente britannica specializzata nella pubblicazione di musica elettronica d'avanguardia.

## Storia
La Erased Tapes Records venne fondata a Londra da Robert Raths agli inizi del 2007, periodo in cui uscì l'EP Vemeer di Aparatec, la prima pubblicazione dell'etichetta. Sul finire del 2011, la Erased Tapes Records aprì la sua divisione editoriale Erased Tapes Music. Nel 2014 lanciò la serie Meet The Composer. L'etichetta ha ricevuto in varie circostanze degli apprezzamenti, oltre che per gli artisti da lei promossi, anche per l'estetica dal forte impatto visivo delle copertine dei suoi album, realizzate da artisti come FELD, Supermundane e Gregory Euclide. Fino al 2018, la Erased Tapes pubblicava una compilation gratuita ogni dieci uscite. Fra gli artisti scritturati dalla Erased Tapes vi sono Ólafur Arnalds, i Penguin Cafe Orchestra, Nils Frahm, World's End Girlfriend, i Kiasmos, Douglas Dare, Adam Wiltzie, Michael Price, Peter Broderick, Lubomyr Melnyk e i Rival Consoles.